# Korespondenční účet
Korespondenční nebo korespondentský účet je účet zřízený bankovní institucí za účelem přijímání vkladů od jiné finanční instituce, provádění plateb jejím jménem nebo zpracovávání jiných finančních transakcí pro jinou finanční instituci. Takové účty jsou obvykle reciproční a často se nazývají nostro nebo vostro účet. Korespondenční účty jsou založeny na základě dvoustranných dohod mezi oběma bankami.

## Realizace
Bezhotovostní platební styk uskutečňující se mezi různými bankami je možno provádět dvěma způsoby, a to buď korespondentským platebním systémem, nebo zúčtováním (vzájemným započtením, viz článek Clearing). Korespondentský platební systém je založen na přímém propojení bank prostřednictvím navzájem otevřených účtů platebního styku.
Korespondentské účty jsou běžně účty zahraničních bank, které nebyly, ale potřebují být schopny platit a přijímat platby v domácí měně. Zahraniční banka má tyto účty otevřené u domácí banky a potřebuje je k držení měn mimo jurisdikce, kde má pobočku nebo přidruženou společnost. Je tomu tak proto, že většina zúčtovacích systémů centrálních bank neeviduje vklady ani nepřevádí finanční prostředky do bank, které v jejich zemích nepodnikají. Až na několik výjimek jsou skutečné prostředky držené na jakémkoli účtu v cizí měně (ať už pro banku nebo pro jejího zákazníka) drženy na korespondentském účtu banky v domovské zemi dané měny.
Dokonce i když má banka pobočky nebo přidružené společnosti ve více jurisdikcích, zůstatky na účtu v cizí měně v jedné jurisdikci obvykle jsou drženy na korespondenčním účtu buď v pobočce této banky nebo přidružené společnosti v cizí zemi, nebo v jiné instituci, korespondenční bance.

## Nostro, vostro/loro
Loro účet (z lat. loro – váš) je účet založený bankou pro jinou banku. Obvykle tento účet vede tuzemská banka pro zahraniční banku v tuzemské měně. Z pohledu banky, které účet patří, jde o nostro – náš účet.